# Arven
Arven war eine deutsche Metal-Band aus Frankfurt am Main. Die Gruppe bezeichnete ihren Stil als Melodic Metal.

## Geschichte
Gegründet wurde Arven im Jahr 2006 von der Gitarristin und Songwriterin Anastasia Schmidt. Auf der Suche nach weiblichen Musikern für die Band fand sie die Gitarristin Ines Thomé und die Pianistin Lena Yatsula. Als Sängerin kam die klassisch ausgebildete Carina Hanselmann hinzu. Im Mai 2009 löste die Bassistin Lisa Marie Geiß das frühere Mitglied Eve Kreuzer ab. Als einziger Mann des Sextetts gehört der Schlagzeuger Till Felden der Band an.
Im Jahre 2011 unterzeichneten Arven einen Plattenvertrag bei Massacre Records. Nachdem die Veröffentlichung des Debütalbums Music of Light um eine Woche verschoben wurde, erschien es schließlich am 30. September 2011. Gemastert wurde das Album von Sascha Paeth und Michael Rodenberg. Das Albumcover wurde von Jan Yrlund entworfen. Das zweite Album Black Is the Colour, auf dem Stefan Schmidt von Van Canto als Gastsänger zu hören ist, erschien am 23. August 2013 und landete auf Platz 65 der deutschen Album-Charts.
Im Juli 2014 stieg die langjährige Gitarristin Ines Thomé aus, um in den USA ihre Doktorarbeit zu schreiben. Ein fester Ersatz konnte nicht gefunden werden. Die Band wirkte an einem Tribute-Album für die Band Sonata Arctica mit, welches 2015 erschien. Am 8. September 2015 verkündeten Arven wegen Besetzungsproblemen und Differenzen innerhalb der Band ihre Auflösung.

## Diskografie
- 2008: Demo (Demo)
- 2011: Music of Light (Album)
- 2013: Black Is the Colour (Album)
- 2015: A Tribute to Sonata Arctica (Kompilationsalbum zusammen mit Timeless Miracle, Van Canto, Xandria und anderen)